# Glencoe, Minnesota
Glencoe là một thành phố thuộc quận McLeod, tiểu bang Minnesota, Hoa Kỳ. Năm 2010, dân số của thành phố này là 5631 người.

## Dân số
- Dân số năm 2000: 5453 người.
- Dân số năm 2010: 5631 người.